# Pro-Linux
Pro-Linux war ein deutschsprachiges Internet-Portal zum Thema GNU/Linux und freie Software.
Die Seiten des Portals umfassen Sicherheitsmeldungen, eine Programmdatenbank, Stellenangebote und einen Veranstaltungskalender. Bis Juni 2020 wurden außerdem Artikel, Testberichte, Workshops und Anleitungen veröffentlicht. Leser konnten kommentieren und sich auf einem Forum austauschen. Die Zielgruppe schloss dabei sowohl Anfänger als auch Fortgeschrittene und Experten mit ein. Das Portal, dessen Informationen und Dienste allesamt frei und kostenlos zugänglich sind, wird von Freiwilligen geführt und mit Inhalten gefüllt.
Nach eigenen Angaben aus dem Jahr 2009 erreichte das Portal 7,5 Mio. Seitenaufrufe im Monat.

## Geschichte
Anfang 1999 ging das von Mirko Lindner gegründete Portal unter dem Namen linuxworld ans Netz, wurde aber nach Problemen mit der Domain linuxworld.de in 4linux umbenannt. Im April 1999 einigten sich die Betreiber dann auf den Namen Pro-Linux, der bis heute geblieben ist.
Ab dem Jahr 2000 folgten Stände auf verschiedenen Messen, unter anderem dem LinuxTag. Die Website wurde ausgebaut, ergänzt und bekam 2002 und 2004 ein neues Layout. Im Januar 2010 wurde ein überarbeitetes Design und das in Eigenregie entwickelte CMS NewsBoard3 (NB3) vorgestellt.
Pro-Linux veröffentlichte über 21.000 Nachrichten (Stand Februar 2015). Pro-Linux bietet eine Anwendungsdatenbank, die redaktionell betreut wird und über 19.000 Applikationen mit über 130.000 Versionen auflistet.
Am 4. Mai 2020 gab der Seitenbetreiber Mirko Lindner bekannt, das Projekt zum Ende des Monats einzustellen und zukünftig nur noch in Form eines Archivs bereitzustellen.